# Shelbyville (Indiana)
Shelbyville – miasto w Stanach Zjednoczonych, w stanie Indiana, siedziba administracyjna hrabstwa Shelby.